# 옥동저수지 (울산 남구)
옥동저수지는 울산광역시 남구 옥동의 울산체육공원 내에 있는 저수지이자 태화강의 지류인 무거천의 발원지이다.면적은 총 6만5000[[m2]]로 원래는 주변 농경지에 농업용수를 공급하던 수리시설이었으나 농경지 대부분이 택지개발로 용수 공급의 기능이 없어졌다.현재는 수변놀이시설(보트 30대)로 운영되고 있다.2011년 11월 30일까지 옥동저수지 명칭 변경 관련, 시민의견을 수렴했으며,2012년 1월 24일에는 청춘의 못으로 최종확정되었다.